# Onthophagus lindaae
Onthophagus lindaae är en skalbaggsart som beskrevs av Masumoto 1989. Onthophagus lindaae ingår i släktet Onthophagus och familjen bladhorningar. Inga underarter finns listade i Catalogue of Life.